# Jelena Tomašević
Jelena Tomašević (en cyrillique serbe : Јелена Томашевић), née le 1er novembre 1983 à Negotin, en Serbie, Yougoslavie, est une chanteuse serbe célèbre pour ses performances vocales. Elle a gagné de nombreux prix pour ses chansons et elle a représenté la Serbie lors du Concours Eurovision de la chanson 2008, en se classant 6e avec la chanson Oro.

## Parcours professionnel
Jelena naît à Negotin, en République serbe de Yougoslavie. Elle  commence sa voie vers la célébrité à l'âge de 8 ans quand elle remporte le concours de chanson des enfants avec la chanson Šarenijada à Kragujevac. Elle rejoint un groupe folklorique à Kragujevac appelé Kud Abrasevic. Ce groupe fait des tournées partout en Europe et gagne beaucoup de prix pour leurs danses aussi bien que Jelena gagnant beaucoup de prix avec ses chants. Elle est une des chanteuses principales de ce groupe folklorique. C'était sa première performance publique et avec ses capacités vocales elle a captivé un grand nombre de gens. Elle a joué lors d'une beaucoup plus grande audience en 1994 au festival des Enfants yougoslaves, tenu cette année à Kragujevac quand elle y a gagné. 
Depuis lors elle a joué aux festivals internationaux différents comme celui de la République tchèque, la Biélorussie et la Bulgarie où elle a gagné différents prix. Elle a rivalisé et a gagné à un spectacle de style Idole en 2002 appelé 3 Ko dur diffusé sur RTS3 (radiotélévision serbe).
En 2005 elle a commencé un rôle professionnel avec le chanteur Serbe populaire Željko Joksimović. Il a composé la chanson Jutro pour elle avec laquelle elle a rivalisé à Beovizija, la sélection Serbe pour le Concours de Chanson d'Eurovision. Finalement elle a sauté de manière controversée à la Serbie générale et de la finale Montenegro (Evropesma), quand tous les quatre jurés monténégrins y ont donné dans la distribution de leurs points. No Name, le qualifié de la présélection de Montenegro, n'a plutôt représenté la Serbie et Montenegro dans le Concours de Chanson d'Eurovision 2005, en se plaçant 7e. 
En 2007 le label Minocard l'a engagée et en avril 2008 son premier album est sorti. La chanson Košava, de l'album prochain, a été présentée au spectacle Beogradska Hronika de RTS vers la fin du mois de mars 2008. La vidéo de la chanson a été filmée dans une maison de campagne de Belgrade construite en 1907 et sera la chanson principale de l'album.
En 2008, Željko Joksimović a composé pour Jelena une chanson appelée Oro pendant Beovizija 2008. Elle a gagné le concours et représentera la Serbie dans le Concours Eurovision de la chanson 2008 qui sera tenu à Belgrade le 24 mai 2008.
Dans sa carrière elle a aussi été la star dans le film Ivkova slava (en 2006), pour lequel elle a aussi chanté, et elle a fait une apparition d'invitée sur l'album de Joksimović (en 2005) et a ouvert l'Eurobasket 2005 à Belgrade.

## Discographie

### Albums
- 2008 : Panta Rei
- 2015 : Ime Moje

### Singles
- 2004 : Kad Ne Bude Tvoje Ljubavi
- 2005 : Jutro
- 2008 : Oro
- 2008 : Košava
- 2008 : Okeani
- 2009 : Time To Pray
- 2016 : Život U Koferima
- 2018 : Dobro Jutro Ljubavi

## Vie personnelle
Jelena est sortie diplômée de l'université à Kragujevac en 2002. Cette même année elle a commencé à faire des études à l'Université de Kragujevac à la Faculté d'anglais. En 2009, elle obtiendra une Maîtrise. Jelena est de la même ville que Marija Šerifović.

## Source
- (en) Cet article est partiellement ou en totalité issu de l’article de Wikipédia en anglais intitulé « Jelena Tomašević » (voir la liste des auteurs).